# Crossodactylus dantei
Crossodactylus dantei är en groddjursart som beskrevs av Luiz Claudio Carcerelli och Ulisses Caramaschi 1993. Crossodactylus dantei ingår i släktet Crossodactylus och familjen Hylodidae. IUCN kategoriserar arten globalt som otillräckligt studerad. Inga underarter finns listade i Catalogue of Life.